# Eugenia crenularis
Eugenia crenularis är en myrtenväxtart som beskrevs av Cyrus Longworth Lundell. Eugenia crenularis ingår i släktet Eugenia och familjen myrtenväxter. Inga underarter finns listade i Catalogue of Life.